# Acalolepta coreanica
Acalolepta coreanica là một loài bọ cánh cứng trong họ Cerambycidae.